# Julian Weigl
Julian Weigl (* 8. září 1995 Bad Aibling) je německý profesionální fotbalista, který hraje na pozici defensivního záložníka za německý klub Borussia Mönchengladbach, kde je na hostování z Benficy Lisabon, a za německý národní tým.

## Reprezentační kariéra
V A-mužstvu Německa debutoval 29. 5. 2016 v přípravném zápase před EUREM 2016 v Augsburgu proti reprezentaci Slovenska (prohra 1:3).
Trenér Joachim Löw jej zařadil do závěrečné 23členné nominace na EURO 2016 ve Francii. Němci získali na turnaji bronzové medaile, v semifinále je vyřadila domácí Francie po výsledku 0:2. Weigl byl na turnaji náhradníkem a nezasáhl do žádného zápasu.